# فريد الملالي
فريد الملالي (بالفرنسية: Farid El Melali)‏ لاعب كرة قدم جزائري يلعب مع نادي أنجيه في الدوري الفرنسي.

## مسيرته الكروية
1. ↑  "Censo Electoral Transitorio Futbolistas mayores de 18 años" [Census of over-18 footballers]. redacaoemcampo. مؤرشف من الأصل في 2021-08-19. اطلع عليه بتاريخ 2021-08-18.